# Voyager (米倉千尋のアルバム)
『Voyager』（ボイジャー）は、米倉千尋のベスト・アルバムである。

## 概要
米倉のベスト・アルバムとしては3枚目となり、CDが2枚組となっている。1枚目はファン投票として公募した楽曲を選曲し、2枚目は米倉自らが選曲した楽曲に加え、本作のために米倉には初提供となるElements Gardenが手がけた楽曲と、米倉自らが作詞・作曲を手がけた楽曲の2曲が、書き下ろしとして収録されている。

## 収録曲

### Disc-1
1. 約束の場所へ
  - 作詞・作曲：米倉千尋、編曲：高山和芽・aqua.t
  - シングル「約束の場所へ」より、テレビアニメ「カレイドスター」2代目オープニングテーマ
2. 嵐の中で輝いて
  - 作詞：渡辺なつみ、作曲：夢野真音、編曲：見良津健雄
  - シングル「嵐の中で輝いて」より、OVA「機動戦士ガンダム 第08MS小隊」オープニングテーマ、メジャーデビュー曲
3. 僕のスピードで
  - 作詞・作曲：米倉千尋、編曲：高山和芽
  - シングル「僕のスピードで」より、テレビアニメ「まほらば Heartful days」エンディングテーマ、シングル盤はアルバム初収録
4. HEAT
  - 作詞・作曲：鵜島仁文、編曲：見良津健雄
  - アルバム『always』より
5. FRIENDS
  - 作詞・作曲：米倉千尋、編曲：見良津健雄
  - シングル「WILL」より、テレビアニメ「仙界伝 封神演義」エンディングテーマ
6. Butterfly Kiss
  - 作詞：米倉千尋、作曲：鵜島仁文、編曲：aqua.t
  - シングル「Butterfly Kiss」より、テレビアニメ「RAVE」初代オープニングテーマ
7. cheers!
  - 作詞・作曲：米倉千尋、編曲：高山和芽
  - アルバム『Cheers』より
8. WILL
  - 作詞：鵜島仁文・米倉千尋、作曲：鵜島仁文、編曲：岩本正樹
  - シングル「WILL」より、テレビアニメ「仙界伝 封神演義」オープニングテーマ
9. 10 YEARS AFTER
  - 作詞：朝倉京子、作曲：三浦一年、編曲：見良津健雄
  - シングル「嵐の中で輝いて」より、OVA「機動戦士ガンダム 第08MS小隊」エンディングテーマ
10. 犬と赤いフリスビー
  - 作詞・作曲：米倉千尋、編曲：勝又隆一
  - アルバム『Colours』より
11. Just Fly Away
  - 作詞・作曲：米倉千尋、編曲：勝又隆一
  - シングル「Just Fly Away」より、テレビアニメ「六門天外モンコレナイト」前期オープニングテーマ
12. 永遠の扉
  - 作詞：渡辺なつみ、作曲：鵜島仁文、編曲：見良津健雄
  - シングル「永遠の扉」より、劇場版「機動戦士ガンダム 第08MS小隊 ミラーズ・リポート」主題歌
  - 表記はないが「always」に収録されたAlbum Mixとなっている
13. Smile Go Happy〜君に贈る言葉〜
  - 作詞・作曲：米倉千尋、編曲：高山和芽
  - アルバム『Departure』より
14. いつの日か
  - 作詞・作曲：鵜島仁文、編曲：見良津健雄
  - シングル「永遠の扉」より
15. 陽のあたる場所
  - 作詞・作曲：米倉千尋、編曲：門倉聡
  - シングル「陽のあたる場所」より、テレビアニメ「仙界伝 封神演義」キャラクターソングのセルフカバー曲、後のキャラクタービデオ集エンディングテーマとなる。

### Disc-2
1. Miracle Voyager
  - 作詞：しほり、作曲・編曲：藤田淳平（Elements Garden）
  - 新規書き下ろし曲
2. Heaven's Door
  - 作詞・作曲：米倉千尋、編曲：aqua.t
  - アルバム『azure』より
3. ALIVE
  - 作詞：米倉千尋、作曲：鵜島仁文、編曲：岩本正樹
  - シングル「ALIVE」より、DVD-BOX「仙界伝 封神演義」イメージソング
4. 陽だまりをつれて
  - 作詞・作曲：米倉千尋、編曲：aqua.t
  - シングル「陽だまりをつれて」より、テレビ朝日「内村プロデュース」エンディングテーマ
5. 遠くへ（Album Ver.）
  - 作詞・作曲：米倉千尋、編曲：勝又隆一
  - シングル「Return to myself」より、劇場版アニメ「六門天外モンコレナイト〜伝説のファイアードラゴン〜」主題歌
6. My song for you（Album Ver.）
  - 作詞・作曲：米倉千尋、編曲：見良津健雄
  - アルバム『Colours』より、ドラマCD「EVE burst error SPECIAL DISC EXTRA」エンディングテーマ
7. Kaleido Earth
  - 作詞・作曲：米倉千尋、編曲：高山和芽
  - アルバム『Kaleidoscope』より
8. Start on a journey
  - 作詞・作曲：米倉千尋、編曲：aqua.t
  - アルバム『SPRING〜start on a journey〜より
9. -祈り-
  - 作詞・作曲：米倉千尋、編曲：門倉聡
  - アルバム『apples』より、自身がパーソナリティーを務めたラジオに寄せられたリスナーからの葉書を元に作られた楽曲
10. 夏の終わりの花火
  - 作詞・作曲：米倉千尋、編曲：aqua.t
  - シングル「夏の終わりの花火」より、「ビートたけしのTVタックル」エンディングテーマ
11. READY GO
  - 作詞・作曲：米倉千尋、編曲：高山和芽
  - シングル「僕のスピードで」より、アルバム初収録
12. Cross
  - 作詞・作曲：米倉千尋、編曲：高山和芽
  - シングル「永遠の花」より、プレイステーション2ゲーム「ふしぎ遊戯 玄武開伝外伝 鏡の巫女」エンディングテーマ
13. Little Soldier
  - 作詞：米倉千尋、作曲：佐藤直之、編曲：勝又隆一
  - シングル「Little Soldier」より、プレイステーション2ゲーム「実況パワフルプロ野球8」主題歌
14. Carry On
  - 作詞：鵜島仁文・米倉千尋、作曲：鵜島仁文、編曲：見良津健雄
  - シングル「約束」より
15. Eternity
  - 作詞・作曲：米倉千尋、編曲：高山和芽
  - 新規書き下ろし楽曲